# Fumiko Hayashi
Fumiko Hayashi (japonès: 林芙美子)  (Shimonoseki, 31 de desembre de 1903 - Tòquio, 29 de juny de 1951) fou una escriptora japonesa. Fou una de les autores més populars al Japó en la dècada dels 1950. Escrigué poesia, contes infantils, relats, novel·les i assaigs. Les seues obres destaquen pels temes feministes.

## Biografia
A l'edat de set anys, la seua mare es va escapar amb un gerent de la botiga del seu espòs, i temps després tots tres van treballar a Kyushu com a comerciants itinerants. Després de graduar-se en secundària el 1922, Hayashi es traslladà a Tòquio amb el seu amant i durant uns anys va viure amb diferents hòmens fins que es casà amb el pintor Rokubin Tezuka (手塚 緑敏) el 1926. Llavors començà la seua carrera com a escriptora; es relacionà amb altres escriptors de l'època i escrigué textos per a revistes o periòdics. Per aquests anys col·laborà habitualment amb l'Asahi Shimbun. El 1930 va rebre una invitació del governador japonès de Taiwan per a visitar l'illa, amb altres escriptores japoneses.
El 1933 Hayashi fou detinguda per la policia secreta per haver estat subscrita al diari oficial del llavors il·legal Partit Comunista Japonés, l'Akahata. Nou dies després, però, la posaren en llibertat sense càrrecs. No hi ha constància que fes delacions d'altres escriptors. Hayashi mai va participar o va mostrar interès per la política, i més tard col·laboraria amb la propaganda militar oficial en època de guerra.
Després de l'esclat de la Guerra Sino-japonesa del 1937, Hayashi va acceptar viatges pagats pel govern militar japonès a la Xina ocupada, des d'on informà sobre l'administració nipona. Hayashi en aquella època treballava com a corresponsal de guerra per al periòdic Tokyo Nichi Nichi Shimbun. El 1938 fou la primera dona japonesa que entrà a Nanquín —llavors capital xinesa— després de la conquesta japonesa de la ciutat. En les seues cròniques, però, Hayashi no va fer cap esment de la massacre perpetrada contra la població civil, malgrat que llavors s'havia convertit en un escàndol internacional. Durant els anys següents feu altres viatges per la Xina, Corea i Manxukuo al costat de l'Exèrcit Imperial Japonés i altres escriptors japonesos, en missions propagandístiques. El 1942-1943, després del començament de la Guerra del Pacífic, formà part d'un grup d'escriptors que viatjà al Sud-est asiàtic —en concret a Singapur, Java, Sumatra i Borneo—, on van romandre durant mig any. Aquests viatges li valgueren moltes crítiques i acusacions de "col·laboracionisme".
Al seu retorn al Japó el 1944, va adoptar un xiquet i poc després es mudà cap a l'extraradi per a escapar dels bombardeigs. Després del final de la guerra, tornà novament a Tòquio, on començà una nova etapa en la seua carrera d'escriptora. En els darrers quatre anys abans de la seua mort publicà 11 novel·les per lliuraments, 22 volums d'altres novel·les i més de 30 relats. Fou en la postguerra quan Hayashi arribà al cim de la seua carrera literària.
Hayashi mor prematurament a Tòquio el 28 de juny del 1951.

## Obra

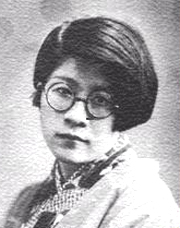
Fumiko Hayashi

Moltes obres seues giren a l'entorn de la temàtica de les dones d'esperit lliure i les relacions tempestuoses. Una obra seua molt coneguda és de les seues primeres: Horoki|Hōrōki (放浪記), traduïble com a 'Cançó de la rodamon' o 'Diari d'una rodamon' i que fins i tot seria adaptada a l'anime Wandering Days. Hōrōki tingué gran èxit entre el públic, fins i tot fora del Japó. Les obres d'Hayashi són conegudes pels seus temes clarament feministes. Igual que l'escriptora Sawako Ariyoshi, Hayashi il·lustra en els seus textos les ideologies socialistes del feminisme japonès que pretenen aconseguir amplis objectius en lloc de celebrar els assoliments individuals d'una sèrie de dones poderoses.
Després de la Segona Guerra Mundial, malgrat la mala situació que travessava el Japó, fou en aquesta època de postguerra quan la seua obra es revitalitzà d'una manera més evident, i va aconseguir més reconeixement entre el públic. Una de les seues últimes publicacions, "Crisantems tardans" (晩菊, Bangiku), fou guardonada amb el Premi Femení de Literatura.

## Principals publicacions
Entre les principals obres d'Hayashi hi ha:
- Diari d'una rodamon (放浪記, Horoki), novel·la autobiogràfica (1930).[7]
- Un registre de la pobresa honorable (清貧の書, Seihin no sho), novel·la autobiogràfica (1933).
- Llampec (稲妻, Inazuma), novel·la (1936).[7]
- Crisantems tardans (晩菊, Bangiku), relat (1948).[7]
- Núvols flotants (浮雲, Ukigumo), novel·la (1951).
- Menjar (めし, Meshi), novel·la (1951).[7]